# Kevin Luckassen
Kevin Luckassen (* 27. Juli 1993 in Eindhoven) ist ein niederländischer Fußballspieler ghanaischer Abstammung.

## Karriere
Luckassen begann seine Karriere bei AZ Alkmaar. Sein Debüt für die erste Mannschaft gab er im September 2011 in der zweiten Runde des Cups gegen den FC Groningen. Nachdem er in den folgenden zwei Jahren kein einziges Mal zum Einsatz gekommen war, wechselte er im Sommer 2013 nach Schottland zu Ross County. Im Februar 2014 wechselte er nach Tschechien zu Slovan Liberec. Mit Liberec konnte er sich 2015/16 für die Europa League qualifizieren. Sein Debüt in der Europa League gab Luckassen im Oktober 2015 im dritten Gruppenspiel gegen den FC Groningen, wo er prompt nach seiner Einwechslung in Minute 61 auch den Treffer zum zwischenzeitlichen 1:0 erzielte. Zur Saison 2016/17 wechselte er nach Österreich zum SKN St. Pölten, bei dem er einen bis Juni 2018 gültigen Vertrag erhielt. Im Juli 2017 wurde sein Vertrag bei den Niederösterreichern aufgelöst. Im März 2018 wechselte er nach England zum Drittligisten Northampton Town. Almere City, FC Politehnica Iași, FC Viitorul Constanța, Kayserispor, Sepsi OSK Sfântu Gheorghe und aktuell Rapid Bukarest waren dann die folgenden Stationen des Stürmers gewesen.

## Persönliches
Sein Bruder Derrick Luckassen ist ebenfalls Fußballspieler.